# 장성급 장교
장성급 장교(將星級 將校)는 군대를 지휘, 통솔하는 우두머리의 장교 계급이다. 육군, 공군, 해병대의 장성급 장교를 부르는 칭호는 장군(General, 將軍)이라고 하며, 해군, 해안경비대의 장성급 장교를 부르는 칭호는 제독(Admiral, 提督)이라고 한다. 비교적 대규모 군대의 지휘관에게 관직 또는 칭호로 주어지며, 경우에 따라서는 군벌 지휘관의 지위를 가리키기도 한다.
별은 스스로 빛을 내는 천체로서 군에서의 모든 경륜을 익힌 완숙한 존재임을 상징하며, 위관급 장교의 다이아몬드는 지하를, 영관급 장교의 대나무는 지상을, 장성급 장교의 별은 우주를 의미한다.

## 어원
단어는 중국어에서 차용된 말이며, 그 뜻은 한자를 풀이하면 '군(軍)을 이끈다(將)'라는 의미로, 군 세력을 지휘하는 사령관의 관직으로 사용된 것이 그 시초이다. 그 예는 춘추시대의 문헌에서도 확인되고 있다. 일반적으로 한나라에서는 장군직이 평시가 아닌 임시의 직책으로 임명되었지만 대장군이나 거기장군 혹은 표기장군 같은 고위장군직은 평시 대신들의 작호로도 사용되었다.
전쟁이 일상이었던 중국 삼국시대에는 아주 다양한 종류의 잡호장군이 생겨났다.

## 용도

### 직책의 의미
현대적인 의미의 장군은, 군대 조직에서 준장에서 대장까지의 장성 또는 원수를 의미하기도 하나, 역사상으로 '장군'이라는 용어는 조금씩 의미를 달리하여 쓰여 왔다. 동양에서 장군은 군대의 지휘관의 직책을 가리키는 이름 가운데 하나였다. 특히 일본에서는, 쇼군(将軍)이라는 이름으로, 실질적인 나라의 지배자 역할을 해왔던 역사가 있다.
외교상이나 군대 내부에서의 칭호로 장군에는 각하가 딸려서 사용된다.

### 존칭의 의미
한자를 풀이하면 군(軍)을 이끈다(將)는 의미로서 당나라의 봉기군 안녹산, 고구려부흥병마사를 자처한 최광수, 동학농민군의 지도자인 전봉준 등에게도 장군 호칭이 붙여졌다. 1949년의 국민보에는 김구에게도 장군이라는 존호를 붙이기도 한다.

## 전속부관
대령에서 준장으로 진급하면 장성급 장교가 되고, 장성급 장교의 경우 경호원이자 비서의 개념인 전속부관이 따라다니게 된다.
이때, 전속부관의 계급은 장성 계급 별로 약간씩 차이가 있는데 준장의 경우 소위 또는 중위, 소장의 경우 중위, 중장의 경우 대위, 대장의 경우 소령 전속부관이 존재한다.
또한, 전속부관은 일반적으로 자신이 보좌하는 장성과 임관구분이 동일하도록 되어 있다.
예를 들면, 장성급 장교가 육사 출신일 경우 전속부관 역시 육사 출신 장교가 임명되고, 장성급 장교가 학사 출신일 경우에도 마찬가지로 전속부관에 학사 출신 장교가 임명된다.
이는 전속부관이 자신이 모시는 지휘관을 쉽게 보좌하기 위해서이다.

## 근대 이후의 장군
근대 이후의 군대에서는, 육군, 공군 또는 해병대에서, 준장, 소장, 중장, 대장, 원수(또는 오성장군) 등의 장성급 계급에 해당하는 사람의 칭호로 이용되고 있다. 또한 타국의 군대에 대해서 영어로 'General' 정도 되는 계급 또는 지위를 가진 사람에 대해 '장군'이라는 호칭을 사용한다. (군인 계급 참조) 참고로, 장군이라는 용어는 편의상 혹은 관습적으로 사용되는 용어이며, 정식 명칭은 장성(將星) 또는 장관(將官)급 장교이다. 여기서 장관은 행정부서의 장관(長官)과는 다른 개념이다. 해군 및 해안경비대 등의 조직의 동 계급에 대해서는 제독이라는 호칭을 사용하며, 러시아 해군 등에서는 해군 장성들 중 항공과 육전 인원의 경우는 제독이 아닌 장군이라 부르기도 한다.

## 같이 보기
- 리더십
- 팔로워십
- 육군 장군
- 공군 장군